# كويا هاندا
كويا هاندا (باليابانية: 半田 航也) (مواليد 27 سبتمبر 1998) هو لاعب كرة قدم ياباني.

## وصلات خارجية
- كويا هاندا على موقع رابطة كرة القدم اليابانية للمحترفين (اليابانية)
- كويا هاندا على موقع قاعدة بيانات كرة القدم.إي يو (الإنجليزية)
- كويا هاندا على موقع Soccerway.com (الإنجليزية)
- كويا هاندا على موقع عالم كرة القدم.نت (الإنجليزية)